# Maquilleur
 (juillet 2024).
Le maquilleur artistique transforme les acteurs selon les indications du metteur en scène ou du réalisateur. Ce professionnel créatif donne vie à des personnages imaginaires pour le cinéma, le théâtre ou les spectacles vivants.
Le métier de maquilleur ou maquilleuse revêt des aspects très différents selon l’endroit où il exerce.
À la télévision, il officie en permanence en studio pour préparer le visage de tout participant à une émission de plateau en direct ou enregistrée (journaliste, personnalité politique, écrivain, animateur…).
Pour les hommes, le maquilleur se contente d’appliquer un fond de teint avec un pinceau, pour rendre la peau du visage plus mate et éviter les reflets brillants générés par la lumière artificielle des projecteurs.
Pour les femmes, il peut ajouter un maquillage sur les lèvres, les cils et les sourcils à l’aide de crayons cosmétiques. L’objectif de ce maquillage, effectué en accord avec les intéressées, est de rendre le visage plus télégénique.
Pour les œuvres de fiction (films ou téléfilms) ou le théâtre, le maquilleur intervient plus largement sur le visage et le corps des interprètes. Fards, couleurs, maquillages fluo, postiches sont utilisés pour rajeunir ou vieillir un visage ou lui donner un air maladif, par exemple. Il met en valeur l’acteur en accentuant ou en diminuant certains traits du visage en jouant sur les teintes, l’ombre et la lumière. L'objectif est de rendre les personnages crédibles.
Le maquilleur travaille en étroite collaboration avec le costumier, l’éclairagiste et le cadreur. Souci du détail, imagination et capacité de création sont indispensables.